# Katedralen i Barcelona

Katedralen i Barcelona (egentligen: Catedral de la Santa Creu i Santa Eulàlia, 'Det heliga korsets och Sankta Eulalias katedral') påbörjades 1298 och fullbordades 1459. Katedralen är kanske mest känd via sin kortform Santa Eulàlia och kallas i folkmun La Seu – "Domkyrkan".

## Byggnaden
Katedralen är 93 meter lång och 40 meter bred. Interiören består av tre skepp med 28 sidokapell. I kryptan värdas martyren Sankta Eulalias reliker; hon är Barcelonas skyddshelgon. I anslutning till katedralen ligger en korsgång med tretton gäss vilka symboliserar Sankta Eulalias 13 år i livet.

## Historia
År 343 uppfördes en basilika på platsen där dagens katedral ligger. Den förstördes år 985 när morerna intog Barcelona. En ny katedral byggdes mellan år 1046 och 1058 på samma plats. Ett kapell helgat åt Sankta Lucia byggdes 1257–1268 och inkorporerades senare med den nya katedralens kloster. Den 1 maj 1298 inleddes byggnadsarbetena med dagens katedral efter att man rivit den tidigare med undantag för Sankta Lucias kapell.
Byggandet gick mycket långsamt framåt på grund av flera pestutbrott och bondeuppror. Först 1459 invigdes katedralen, dock utan fasad efter att pengarna tagit slut. Fasaden byggdes färdig först 1889 efter originalritningar från 1408 när pengar donerats till ändamålet. Spiran färdigställdes först 1913.